# Бучина (Львовская область)
Бучина (укр. Бучина) — село в Бродовской городской общине Золочевского района Львовской области Украины.
Население по переписи 2001 года составляло 123 человека. Занимает площадь 1,297 км². Почтовый индекс — 80652. Телефонный код — 3266.